# Liga distrital del Cercado de Lima 2012
Es la edición del 2012 de la Primera División de la Liga distrital del Cercado de Lima en la que solo participan equipos del mencionado distrito y que es el primer torneo que estos equipos debrán disputar para aspirar llegar al Campeonato Descentralizado 2012 o al Torneo de Segunda División 2012. El sistema del campeonato es todos contra todos en cancha neutral por lo que solo son 11 fechas. 
Este año cuenta con la presencia de 13 equipos. Cabe destacar que Estudiantil Ascope se mudó al Callao (inicialmente pero al final se quedó a la Liga de Cercado en la Segunda División, con el nombre de Unión Estudiantil Ascope) y Deportivo Municipal se mudó a Breña. A los 10 equipos restantes se sumaron Defensor Barrioaltino, Cultural 2 de Mayo (que regresó a la categoría al quedar relegado a segunda división distrital en el 2010), Defensor 1.º de Mayo. Los encuentros de esta edición se disputan por las tardes en las canchas del Cuartel de Barbones ya que por la mañana juega la Liga de San Luis en ese recinto.

## Primera Fase[3]
| #  | Equipo                | PJ | Pts |
| -- | --------------------- | -- | --- |
| 1º | Porvenir Buenos Aires | 6  | 18  |
| 2º | Defensor 1.º de Mayo  | 6  | 13  |
| 3º | Cultural 2 de Mayo    | 6  | 9   |
| 4º | Club Defensor América | 6  | 7   |
| 5º | Unión Manuel Scorza   | 6  | 7   |
| 6º | Perpetuo Socorro      | 6  | 4   |
| 7º | Real Brazinau         | 6  | 0   |

| #  | Equipo                      | PJ | Pts |
| -- | --------------------------- | -- | --- |
| 1º | Estudiantil Lucanas         | 5  | 13  |
| 2º | Juventud Muña               | 5  | 9   |
| 3º | Jardín Primavera            | 5  | 8   |
| 4º | Independiente San Idelfonso | 5  | 6   |
| 5º | Juventud Villa María        | 5  | 4   |
| 6º | Deportivo Barrioaltino      | 5  | 1   |

|  |                                               |
|  | Final distrital y clasificados al Interligas. |

|  |                            |
|  | Tercer cupo al Interligas. |

|  |                                |
|  | Relegados a segunda distrital. |

## Segunda Fase
Los dos primeros de cada grupo jugaron un partido extra para definir al campeón distrital, además los dos segundos también debieron definir el tercer cupo para el Interligas sin embargo Defensor 1° de mayo clasificó debido a que Juventud Muña renunció a participar de la definición por problema.
| 6 de mayo de 2012, 2:00 | Porvenir Buenos Aires | 0:0     | Estudiantil Lucanas | Cuartel Barbones, Campo II, Lima |  |
| |                       | Reporte |                     |                                  |  |
| • Encuentro suspendido a los 45' del primer tiempo, tras la expulsión de un jugador de Porvenir Buenos Aires, este agredió al juez principal, que tras retirarse raudamente a vestuarios dio por concluido la final. |                       |         |                     |                                  |  |